# Silja Kosonen
Silja Kosonen (Raisio, 16 dicembre 2002) è una martellista finlandese, medaglia d'oro ai Europei U20 e ai Mondiali U20 nel lancio del martello.

## Record nazionali
Juniores
- Lancio del martello: 73,43 m ( Vaasa, 28 giugno 2021)

## Palmarès
| Anno | Manifestazione  | Sede     | Evento              | Risultato | Prestazione | Note                                     |
| ---- | --------------- | -------- | ------------------- | --------- | ----------- | ---------------------------------------- |
| 2021 | Europei U20     | Tallinn  | Lancio del martello | Oro       | 71,06 m     | [ 1 ]                                    |
| 2021 | Giochi olimpici | Tokyo    | Lancio del martello | Qualif.   | 70,49 m     | [ 2 ]                                    |
| 2021 | Mondiali U20    | Nairobi  | Lancio del martello | Oro       | 71,64 m     | [ 3 ]                                    |
| 2022 | Mondiali        | Eugene   | Lancio del martello | 7ª        | 70,81 m     | [ 4 ]                                    |
| 2022 | Europei         | Monaco   | Lancio del martello | 5ª        | 69,45 m     |                                          |
| 2023 | Giochi europei  | Chorzów  | Lancio del martello | Bronzo    | 72,34 m     | [ 5 ]                                    |
| 2023 | Europei U23     | Espoo    | Lancio del martello | Oro       | 73,71       | Record dei campionati                    |
| 2023 | Mondiali        | Budapest | Lancio del martello | 5ª        | 73,89 m     |                                          |
| 2024 | Europei         | Roma     | Lancio del martello | 4ª        | 72,06 m     |                                          |
| 2024 | Giochi olimpici | Parigi   | Lancio del martello | 5ª        | 74,04 m     | Miglior prestazione personale stagionale |

## Campionati nazionali
- 3 volte campionessa nazionale del lancio del martello (2020, 2021, 2022)

2018
- 10ª ai campionati finlandesi (Lappeenranta), lancio del martello - 53,52 m

2019
- 7ª ai campionati finlandesi (Lappeenranta), lancio del martello - 61,15 m

2020
- Oro ai campionati finlandesi (Turku), lancio del martello - 68,40 m
- Oro ai campionati finlandesi under-20 (Kemi), lancio del martello - 66,72 m

2021
- Oro ai campionati finlandesi (Vaasa), lancio del martello - 73,43 m

2022
- 7ª ai campionati finlandesi under-23 (Vaasa), lancio del disco - 42,72 m
- Oro ai campionati finlandesi under-23 (Vaasa), lancio del martello - 67,35 m

## Altre competizioni internazionali
2019
- Oro al Festival olimpico della gioventù europea ( Baku), lancio del martello - 72,35 m  [6]

2021
- 6ª nella First League degli Europei a squadre ( Cluj-Napoca), lancio del martello - 66,14 m

2022
- 5ª in Coppa Europa di lanci ( Leiria), lancio del martello - 68,96 m

2023
- 4ª in Coppa Europa di lanci ( Leiria), lancio del martello - 70,17 m

2025
- Argento ai Campionati europei a squadre di atletica leggera ( Madrid), lancio del martello - 73,09 m